# 13285 Stephicks
13285 Stephicks eller 1998 QK52 är en asteroid i huvudbältet som upptäcktes den 17 augusti 1998 av LINEAR i Socorro County, New Mexico. Den är uppkallad efter Stephanie Marie Hicks.